# Мариинское (Хабаровский край)
Марии́нское — село в Ульчском районе Хабаровского края. Административный центр Мариинского сельского поселения.

## История
Основано осенью 1853 года адмиралом Геннадием Ивановичем Невельским. В 1861 году Мариинский пост переименован в Мариинское-Успенское.

## Население
| 1869 | 1911 | 1926 | 1958 | 1992  | 2002  | 2010 |
| ---- | ---- | ---- | ---- | ----- | ----- | ---- |
| 237  | ↗403 | ↗501 | ↘449 | ↗1400 | ↘1030 | ↘656 |
| 2011 | 2012 | 2021 |      |       |       |      |
| ↘652 | ↘626 | ↘454 |      |       |       |      |

## Улицы
| - ул. Заозёрная, - ул. Колхозная, - пер. Колхозный, - ул. Красноармейская, | - ул. Ленина, - ул. Лесная, - ул. Набережная, - ул. Невельского, | - ул. Октябрьская, - ул. Партизанская, - пер. Партизанский, - ул. Советская. |

## Транспорт
В 1,5 км от села находится одноимённый аэродром МВЛ с двумя ВПП: грунтовой длинной 1.6 км и бетонной 1000×80 м. (Индекс: УХНМ / UHNM. Магнитное склонение: -12.0 °С. Часовой пояс: UTC+10).